# Алвели (Терамо)
Алвели (итал. Alvelli) је насеље у Италији у округу Терамо, региону Абруцо.
Према процени из 2011. у насељу је живело 14 становника. Насеље се налази на надморској висини од 948 м.